# 第7輜重大隊 (フランス軍)
第7輜重大隊（だいななしちょうだいたい、7e Bataillon du Train：7e BT）は、ドゥー県ブザンソンに駐屯する、CFAT隷下のフランス陸軍の後方支援大隊である。
兵種は各種、伝統的区分は輜重兵である。

## 沿革
- 1807年：第7馬車戦列大隊が編制される。
- 1999年：第7輜重大隊が編成される。

## 最新の部隊編成
- 大隊本部
- 業務科
- 総合地区中隊 - （輸送）

## 大隊の任務
- 大隊は、800人規模以上の全駐屯地に対し、隊員の生活、食堂、会計、電話通信、機械整備、建物管理を行い、更に情報処理の活動も行っている。
- 大隊がブザンソン駐屯地に固執し続けている理由は、ヨーロッパ及び海外に速やかに展開する為に便利な地にあるからである。

## 主要装備
- GIAT BM92-G1
- FA-MAS
- P4
- TRM 2000
- TRM 10000